# ロンウィ
ロンウィ （Longwy、ドイツ語:Langich、ルクセンブルク語:Lonkech）は、フランス、グラン・テスト地域圏ムルト＝エ＝モゼル県のコミューン。
ドイツおよびルクセンブルクの国境近くに住む人々は、ドイツ語名またはルクセンブルク語名でまちの名を呼ぶ。ゲルマン由来の名ランギヒは、ロンウィに住むフランス系住民から無視される名前である。
1880年に創業したロンウィ製鉄会社は、初期にできたロレーヌ盆地有数の企業であった。1980年代までロンウィはフランスの重要な製鉄のまちであった。

## 歴史

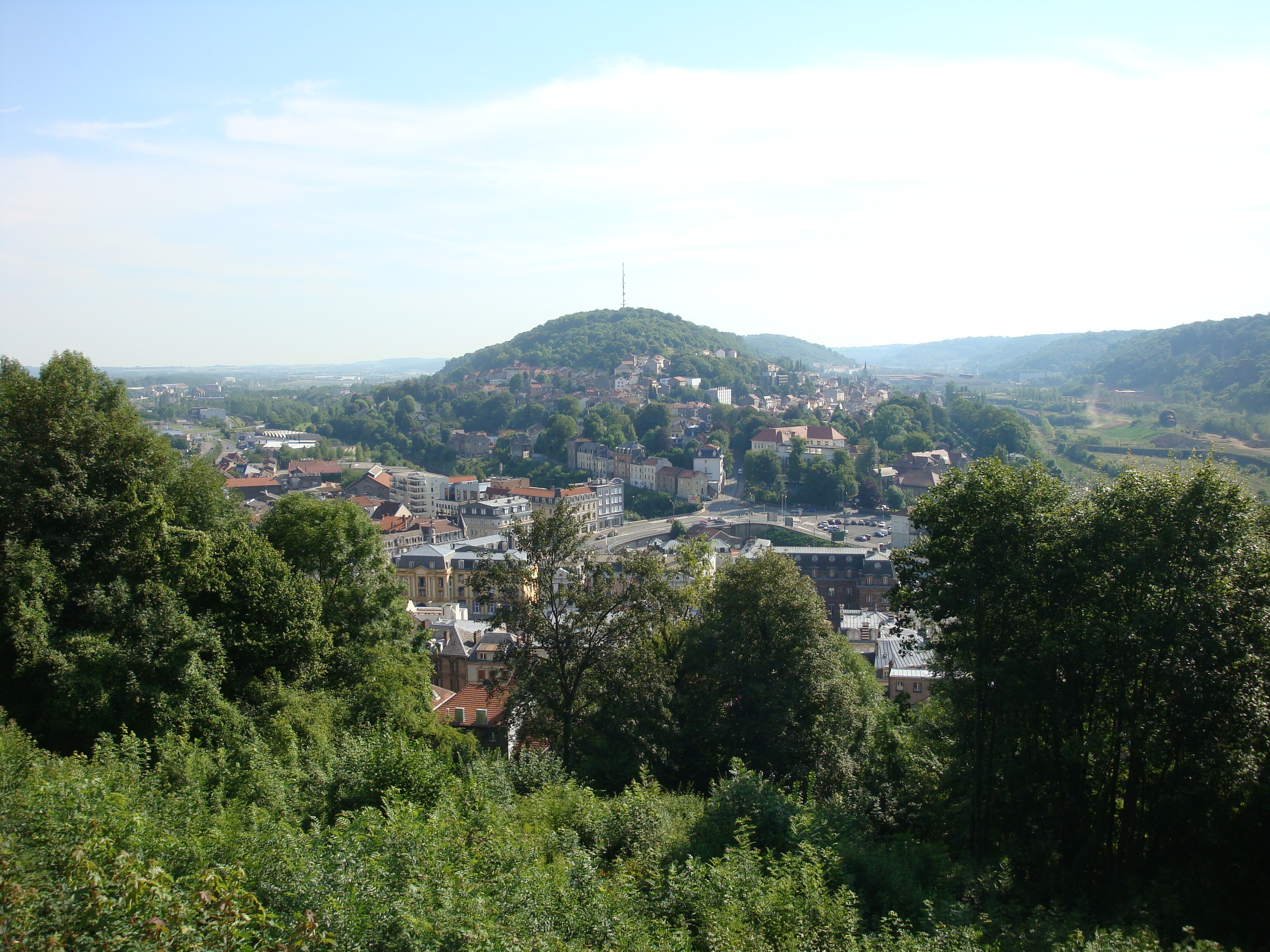
ロンウィ市街

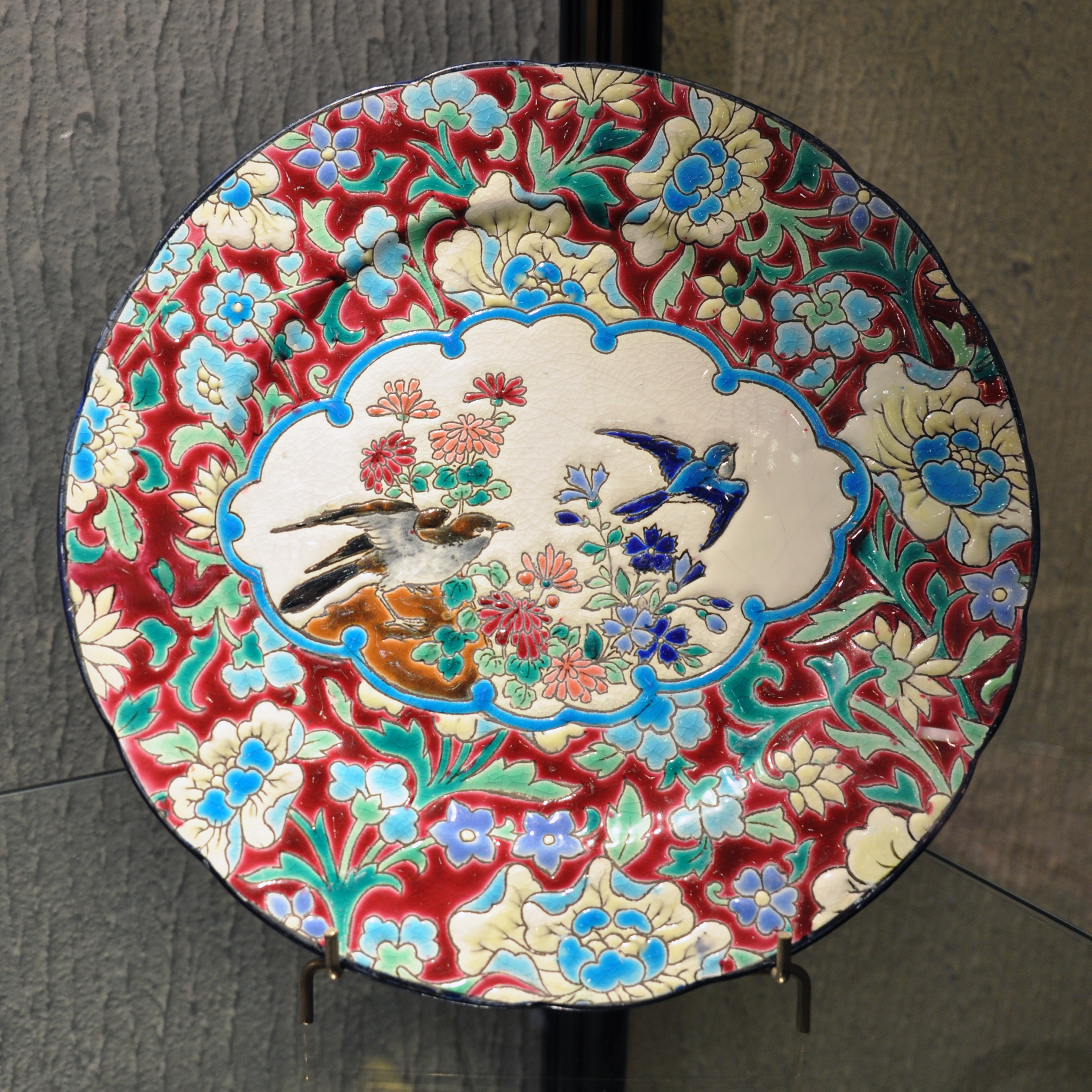
ロンウィのエナメル陶器

ティテルベールの山にはローマ時代のカストゥルムがあった。7世紀にはカウンティの城、ロンカストルがあった。
9世紀に要塞の町は成長し、12世紀にはヌーヴヴィル（Neuveville）という町がふもとにできた。
ロタリンギアの分割後、ロンウィはロレーヌ公国に属したが、1292年にバル伯に売却された。ロンウィは1398年までバロワ地方に属し、その後債務の支払いのため1378年にルクセンブルク公に売却された。ロレーヌ女公イザベルの夫であったルネ・ダンジューが死ぬと、ロンウィはバル公領ともども外孫のルネ2世が継承した。
1648年にフランスがロンウィを攻撃し、シャルル4世が復位する前の1660年まで占領した。1670年に再びフランスはロレーヌ公国を攻撃、ロンウィはフランス領となった。フランスへの併合は1678年のナイメーヘンの和約で最終的に決着した。
17世紀にはプレシディアル（présidial）が、17世紀から18世紀にはロンウィに代官区が置かれた。フランス併合後、ルイ14世はヴォーバンに命じてロンウィ新市街を防衛用につくらせた。新市街はUNESCO世界遺産ヴォーバンの防衛施設群の1つとして登録されている。フランス革命時代、ロンウィは1792年8月13日にブラウンシュヴァイク公によって占領され、むしろ住民は砲撃の恐怖にさらされた。ヴァルミーの戦い後にはプロイセン軍に町を荒らされた。1790年から1795年まではモゼル県の郡庁所在地だった。
第一次世界大戦中の1915年、ロンウィはヘッセン＝ホンブルク公爵の軍に包囲された。戦後、1919年に戦時中の健闘をたたえクロワ・ド・ゲール勲章とレジオン・ドヌール勲章がまちに授けられた。
19世紀末、ロンウィには製鉄工場が置かれ、ほぼ1世紀もの間多くの労働者が雇われていた。非競争的とみなされたロンウィの製鉄工場を解体しようと、1970年代終わりからコミューンが手続きを進め、1980年代初頭の社会党市長によって完了した。閉鎖計画が発表されると、市内では激しい暴動が起きた。

## 人口統計
| 1962年 | 1968年 | 1975年 | 1982年 | 1990年 | 1999年 | 2006年 |
| ------ | ------ | ------ | ------ | ------ | ------ | ------ |
| 21 929 | 21 076 | 20 131 | 17 338 | 15 439 | 14 521 | 14 317 |

参照元:1968年以降Insee ·  · .

## 教育
2012年1月、ナンシーにある旧ナンシー大学の構成校（ナンシー第一大学、ナンシー第二大学、ポリテクニックのロレーヌ国立高等工科学校（INPL））、メスにあるメス大学（Université de Metz）などを合併してロレーヌ大学が設立された。校舎はロレーヌ地域圏内の、ナンシー、メス、エピナル、ロンウィにある。

## 姉妹都市
- ナゴルト、ドイツ
- ディフェルダンジュ、ルクセンブルク